# Mswati 3.
Mswati 3. (født 19. april 1968) er konge af Swaziland siden 1986.
Prins Makhosetives far, kong Sobhuza 2., døde i 1982. Indtil den mindreårige prins nåede myndighedsalderen i 1986, fungerede et regentskab.
Kongen har 13 koner og 23 børn.[kilde mangler]